# Зауэрлах
Зауэрлах (нем. Sauerlach) — община в Германии, в земле Бавария. 
Подчиняется административному округу Верхняя Бавария. Входит в состав района Мюнхен.  Население составляет 8 194 человека (на 30 сентября 2019 года). Занимает площадь 48,49 км².  Официальный код  —  09 1 84 141.

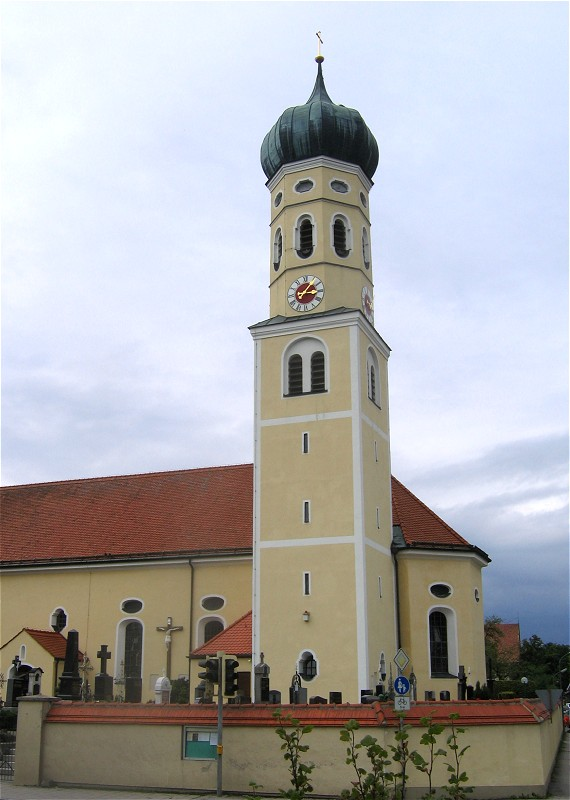
Зауэрлах